# Осинин, Юрий Петрович
Юрий Петрович Осинин — советский хозяйственный и государственный деятель, лауреат Государственной премии СССР за выдающиеся достижения в труде.

## Биография
Родился в 1936 году в Горьковской области. Член КПСС.
В 1952—1996 годах — слесарь механосборочных работ, бригадир сборщиков Горьковского автомобильного завода производственного объединения ГАЗ Министерства автомобильной промышленности СССР.
Заслуженный машиностроитель РСФСР.
За большой личный вклад в повышение технического уровня автомобилей, тракторов и другой с/х техники был в составе коллектива удостоен Государственной премии СССР за выдающиеся достижения в труде 1987 года.
Делегат XIX конференции КПСС.
Жил в Нижнем Новгороде.

## Награды
- Орден Октябрьской Революции
- Орден Трудового Красного Знамени